# 약물 상호작용
넓은 의미의 약물 상호작용(藥物 相互作用, 영어: drug interaction)은 약물을 음식, 음료, 보충제, 환경화학 물질 또는 다른 약물과 함께 병용 투여했을 때 일어나는 약물의 작용이나 부작용의 변화이다.
여러 가지 약물을 동시에 투여했을 때, 하나의 약믈이 다른 약물의 흡수·분포·대사 및 배설에 영향을 미치는 것을 의미한다.
약물 상호작용에는 여러 가지 원인이 있다. 예를 들어, 어떤 약물은 다른 약물의 약물동태를 변화시킬 수 있다. 또는 약물 상호작용은 단일 수용체 또는 신호전달 경로에 대한 경쟁으로 발생할 수 있다.
수용체에 대한 약물의 결합 선택성(selectivity)이 생리적 반응 또는 효과를 결정한다.
약물-약물 상호작용의 위험성은 사용된 약물의 수에 따라 증가한다. 미국 노인의 3분의 1 이상(36%)이 정기적으로 5가지 이상의 약물 또는 보충제를 사용하며, 15%는 약물-약물 상호작용의 중대한 위험에 노출되어 있다.

## 같이 보기
- 사이토크롬 P450
- 다약제 복용